# Полідор (син Кадма)
Полідо́р (дав.-гр. Πολύδωρος) — фіванський володар, син Кадма й Гармонії, батько Лабдака.
Став царем після смерті Пенфея. Збудував у Фівах святилище Діоніса. Бога в ньому втілювала оббита міддю дерев'яна колода, що нібито впала з небес.